# 2019年ビハール州北部洪水
2019年ビハール州北部洪水（2019ねんビハールしゅうほくぶこうずい）は、インド・ビハール州北部の13県で2019年7月中旬から下旬にかけて発生した洪水被害である。現地メディアの報じるところによると、7月末までに209人が死亡し、1269のパンチャヤティ・ラージ（村）と900万人近くの住民が影響を受けた。 

## 概要

### 被害地域
以下の13県が被害を受けた。
1. アラリヤー県
2. 東チャンパラン県
3. 西チャンパラン県
4. ダルバンガー県
5. カティハール県
6. キシャンガンジ県
7. マドゥバニー県
8. ムザッファルプル県
9. プールニヤー県
10. サハルサー県
11. シーターマリー県
12. シヴハル県
13. スパウル県

### 被害地域別の死者数
以下は、ビハール州防災庁 (Bihar Disaster Management Department) の発表している死者数の公式なデータである。西チャンパラン県とカティハール県からは、洪水による死者は報告されていない。 
| 地区               | 死者数 |
| ------------------ | ------ |
| シーターマリー県   | 37     |
| マドゥバニー県     | 30     |
| ダルバンガー県     | 14     |
| アラリヤー県       | 12     |
| シヴハル県         | 10     |
| プールニヤー県     | 9      |
| キシャンガンジ県   | 7      |
| スパウル県         | 4      |
| ムザッファルプル県 | 4      |
| 東チャンパラン県   | 2      |
| サハルサー県       | 1      |
| 合計               | 130    |